# Aeroporto Internacional de Nepiedó
O Aeroporto Internacional de Nepiedó (em burmês: နေပြည်တော် အပြည်ပြည်ဆိုင်ရာ လေဆိပ်) é um aeroporto internacional localizado em Pyinmana, que serve principalmente à cidade de Nepiedó, capital de Mianmar.
O aeroporto foi inaugurado em 19 de dezembro de 2011, sendo atualmente o segundo mais movimentado do país, atrás do Aeroporto Internacional de Rangum.